# 平山申氏
平山申氏（：／）是韩国姓氏，本贯黄海道平山郡。

## 著名人物
朝鲜王朝时期，平山申氏共有180位文科及第者，有8人曾任朝鲜王朝最高中央官厅议政府的最高官职相臣。
文僖公派为平山申氏的一支，其宗始祖申槩在朝鲜世宗时期曾任左议政，其曾孙申鏛也官至判书。1604年，申鏛之孙申磼作为扈圣功臣被册封为平川府院君，死后又被追赠为领议政。申磼的弟弟申砬为三道巡边使，在壬辰倭乱期间参加了对日作战。申砬之子申景禛因参加仁祖反正有功而被升为领议政，死后也被供奉进仁祖祠堂。申景禛的曾孙申琓于1703年升任领议政，并被封为平川君。
申槩的弟弟申晓为正言公派的始祖。申晓的曾孙申瑛历任议政府右参赞，申瑛之孙申钦在仁祖时期官至领议政。此外，高宗时期历任右议政和左议政的申应朝也属该支派。
以申君平之孙申浩为始祖的思简公派中，申浩的十世孙申銋历任参赞，十二世孙申晚和申晦兄弟在英祖时期曾任领议政。申在植于1835年升任大提学。

## 支派
自得姓始祖申崇谦之后，平山申氏直至第十一世均为一系。各代后人依次为二世申甫藏（曾任元尹）、三世申弘尙、四世申劲、五世申晟（曾任太保）、六世申愈毗（曾任承旨）、七世申命夫、八世申应时（曾任典书）、九世申令材（曾任都官）、十世申樀（曾任兵部郎中）、十一世申衍。而从第十二世的申自明、申仲明和申宪周三人开始直到第十五世，平山申氏共分为19个支派。目前人口最多的支派是文僖公派和思简公派，约各占平山申氏总人口的30%。

## 引用
1. ↑  .   [2022-03-21]. （原始内容存档于2018-10-18）.
2. ↑  .   [2007-09-25]. （原始内容存档于2007-12-18）.
3. ↑  《高丽史》卷92，列传5
4. ↑  .   [2022-03-11]. （原始内容存档于2017-05-24）.
5. 1 2 3 4  . 世界日报. 2013-11-12  [2022-03-18]. （原始内容存档于2022-05-15） （韩语）.